# Olof Jonsson
Olof Jonsson (21 de agosto de 1990) es un deportista sueco que compitió en ciclismo de montaña en la disciplina de campo a través. Ganó una medalla de bronce en el Campeonato Europeo de Ciclismo de Montaña de 2008, en la prueba por relevos.

## Palmarés internacional
| Campeonato Europeo | Campeonato Europeo    | Campeonato Europeo | Campeonato Europeo         |
| Año                | Lugar                 | Medalla            | Competición                |
| ------------------ | --------------------- | ------------------ | -------------------------- |
| 2008               | St. Wendel (Alemania) | Medalla de bronce  | Campo a través por relevos |